# 温琴佐·丹杰洛
温琴佐·丹杰洛（義大利語：Vincenzo D'Angelo，1951年1月22日—2008年2月6日），意大利前男子水球运动员。他曾代表意大利国家队参加1976年、1980年和1984年夏季奥林匹克运动会水球比赛，其中1976年奥运会获得银牌。